# Parque nacional Niokolo-Koba
El parque nacional Niokolo-Koba se encuentra en el sureste de Senegal, en la región de Kolda, antes conocida como la Alta Casamance. Establecida como una reserva en 1925, Niokolo-Koba fue declarado parque nacional de Senegal el 1.º de enero de 1954. Ampliado en 1969, fue declarado Patrimonio de la Humanidad por la Unesco en el año 1981. En 2007 fue incluido en la Lista del Patrimonio de la Humanidad en peligro, aunque el 24 de julio de 2024 fue retirado de dicha lista
Junto al río Gambia habita una abundante fauna con especies netamente africanas: leopardos, babuinos, elefantes, leones, hipopótamos, y endémicos elands gigantes occidentales. Abarca un área de 913.000 ha.